# Diorygopyx incrassatus
Diorygopyx incrassatus là một loài bọ cánh cứng trong họ Bọ hung (Scarabaeidae).